# Rulo
Rulo és una població dels Estats Units a l'estat de Nebraska. Segons el cens del 2000 tenia 226 habitants.

## Demografia
Segons el cens del 2000, Rulo tenia 226 habitants, 97 habitatges, i 62 famílies. La densitat de població era de 138,5 habitants per km².
Dels 97 habitatges en un 24,7% hi vivien nens de menys de 18 anys, en un 49,5% hi vivien parelles casades, en un 13,4% dones solteres, i en un 35,1% no eren unitats familiars. En el 29,9% dels habitatges hi vivien persones soles el 13,4% de les quals corresponia a persones de 65 anys o més que vivien soles. El nombre mitjà de persones vivint en cada habitatge era de 2,33 i el nombre mitjà de persones que vivien en cada família era de 2,86.
Per edats la població es repartia de la següent manera: un 24,8% tenia menys de 18 anys, un 6,6% entre 18 i 24, un 23,9% entre 25 i 44, un 27,4% de 45 a 60 i un 17,3% 65 anys o més.
L'edat mediana era de 39 anys. Per cada 100 dones de 18 o més anys hi havia 88,9 homes.
La renda mediana per habitatge era de 21.719 $ i la renda mediana per família de 30.000 $. Els homes tenien una renda mediana de 20.357 $ mentre que les dones 17.292 $. La renda per capita de la població era d'11.971 $. Aproximadament el 20% de les famílies i el 28% de la població estaven per davall del llindar de pobresa.

## Poblacions més properes
El següent diagrama mostra les poblacions més properes.